# Диарсенид рутения
Диарсенид рутения — бинарное неорганическое соединение 
рутения и мышьяка
с формулой RuAs2,
кристаллы.

## Получение
- В природе встречается минерал андуоит — RuAs2 [2].

- Спекание стехиометрических количеств порошкообразного рутения и мышьяка:

{\displaystyle {\mathsf {Ru+2As\ {\xrightarrow {T}}\ RuAs_{2}}}}

## Физические свойства
Диарсенид рутения образует кристаллы
ромбической сингонии, пространственная группа P nnm, параметры ячейки a = 0,54279 нм, b = 0,61834 нм, c = 0,29685 нм, Z = 2,
структура типа дисульфида железа FeS2
.